# NGC 703
NGC 703 este o radiogalaxie situată în constelația Andromeda. A fost descoperită în 21 septembrie 1786 de către William Herschel. Se află la o distanță de 72,78 de megaparseci de Pământ.